# Naga Bay
Naga Bay (tot 2016 Dizz) is een draaiende achtbaan in het Belgische attractiepark Bobbejaanland in Lichtaart en staat in het themagebied Adventure Valley.
De achtbaan is ontworpen door Maurer AG en in elkaar gezet door RCS GmbH. De baan is 430 meter lang en bestaat vooral uit Bayern Kurves. De achtbaan bevat 6 treinen waarin steeds 4 mensen kunnen plaatsnemen. De attractie werd in 2011 geopend vanwege het 50 jaar bestaan van het attractiepark.

## Van Dizz naar Naga Bay
Voor het seizoen 2017 werd de achtbaan Dizz bij de Adventure Valley getrokken, het themagebied met onder andere Revolution en The Forbidden Caves. Daarvoor werd de wachtrij verbouwd waardoor de ingang dichter bij de Adventure Valley is en veranderde de naam naar Naga Bay. Ook werd er wat thematisering toegevoegd.
Afbeeldingen